# Junji Kawano
Junji Kawano, född 11 juli 1945 i Oita prefektur, Japan, är en japansk tidigare fotbollsspelare.